# IS-7
IS-7(ИС-7)「イス・セェーミ」は、1944年から1948年にかけて開発された、ソ連の重戦車である。日本語文献においては英語やドイツ語の表記に従ってJS-7と表記されることもある。「IS/JS」とはヨシフ・スターリン (Iossif Stalin/Joseph Stalin) のイニシャルであり、そのためスターリン7型重戦車などと呼称されることもある。本文中においては表記は「IS」として統一する。本車の重量68トンは、ソビエトの開発・製造した戦車の中では最も重いものである。

## 概要
IS-7はドイツのティーガーIIに対抗するべく構想された重戦車である。1945年初頭、ニコライ・シャシムーリン技師の設計チームによりオブイェークト260として開発が開始された。
本車の開発にあたっての特徴としては、主砲や機関に海軍関連の技術が転用されていることで、これは独ソ戦の劈頭からドイツ軍に包囲されていたレニングラードが1944年1月に解囲されたため、レニングラードにあった海軍研究所の各種技術資料を利用することが可能となったためである。まず1945年に車体が設計され、これに基づいて木製の実物大模型を試作した。1946年夏に車体と砲塔が製作され、9月には試作1号車が完成した。
試作車は1948年夏までに4輌が生産され、工場でのテストでは優秀な成績を収めた。火力・防御力は優秀であり、またテスト段階での機動性も高かったが、70トン近い大重量は駆動系統に掛かる負荷が大きく、試験中にエンジン火災の事故を起こした。また足周りの構造が脆く、転輪内部の緩衝用ゴムの摩耗が激しく、転輪が1、2組破損するだけで行動不能となった。これらの欠点から重量を50トン程度に軽減するよう、設計の見直しが命じられた。更に、大きな車体と砲塔のわりには車内が狭く、主砲の装填作業が困難であり、多数が搭載された外装式機銃は戦闘中の予備弾装填が難しい、という問題が指摘された。これを受けて実用化のための改良と試験が続けられたが問題点の改善は達成できず、IS-7の実用化計画は放棄された。
IS-7は現在でも試作車のうち1両がモスクワ郊外のクビンカ軍事博物館に展示されている。

## 構造
IS-7の構造はIS-3の拡大版といえるもので、砲塔車体ともに、全周囲からの砲撃に対する良好な避弾経始をもったデザインを施されていた。
車体前面はIS-3にも共通する、3枚の鋼板を突き合わせ、中央で鋭角に突出する構造を持つ。これはソ連戦車兵の間で「シチュカ」（カワカマスの意）と呼ばれる特徴的なものであった。車体側面、後部も単に鋼板を延長した箱形ではなく、角の部分を面取りするように装甲板を組んであり、良好な避弾経始を持つ。
エンジンは車体中央から後部におかれた。1500馬力の航空用水冷エンジンをディーゼルエンジンに改修する予定であったが、エンジンの開発が遅れたため、海軍の魚雷艇で用いられていた、1,050馬力のM-50ディーゼルエンジンが転用された。トランスミッションは車体最後部に配置され、6速シンクロナイズドギアのもの（LKZ開発）と、8速ZKタイプ（MVTU）が用意され、比較試験された。機関室内部に自動消火装置付きのゴム製タンクを集中配置し、1,300リットルを搭載した。
足回りは7組の大型転輪とシングルピンで連結される幅広の履帯で構成され、転輪はドイツ戦車が大戦後期に採用したものを参考にした緩衝用ゴム内蔵式のものとなっている。これをトーションバーサスペンションで懸架した。重量は68トンから70トンに達したが、その大重量にもかかわらず、1,050馬力のディーゼルエンジンと、エンジンから油圧によりサーボされる変速・操行システムによって操縦は実に容易であった。さらに試験走行において60 km/h を発揮し、試験を観た将校達を驚嘆させた。
砲塔はソ連戦車伝統の鋳造構成で、椀を伏せたように滑らかな外形を持つ。砲塔は非常に大きなもので、前後長は車体長の2/3程もあった。前面に向かって右に戦車長席、左に砲手、ほかに2名の装填手が搭乗した。砲塔バスルは後方へ大きく延長されており、このバスルには機械式装填補助装置を装備した。
主砲は、砲身長54口径の130 mm 戦車砲 S-26 が搭載された。この砲はもともと艦載砲であったB-13 130mm艦砲を改修したものである。垂直鎖栓によって薬室を閉鎖、弾量33.4 kg から33.6 kg の砲弾を初速900 m/s で発射できた。砲弾は分離装薬式であり、弾頭と装薬を合わせ60 kg に達したが、上述の装填補助と2名の装填手により、理論上毎分6～8発を発射できた。主砲上に同軸機銃として14.5 mm 重機関銃を、左右に7.62 mm 機関銃を設置した。さらに砲塔後部に180度の限定射界を持つ動力旋回銃塔を配置、これに7.62 mm 機銃を連装で装備した。のちにこの銃塔は廃止され、砲塔左右に1挺ずつ外装式の固定装備となった。
車体両側面、機関室の近くに前方掃射用の固定機関銃2丁がマウントされた。これは金属のカバーで防護されている。弾薬は130 mm 砲弾30発、14.5 mm 機銃弾1,000発、7.62 mm 機銃弾6,000発、および手榴弾が25発である。砲弾は車体袖部と操縦席両側におかれた。また戦闘室床上に装填補助具付きの榴弾と徹甲弾、それぞれ6発が逆さに縦置きされていた。本車はそれまでのソビエト戦車に比べて人間工学的な配慮があり、戦闘室の床は砲塔と連動して可動し、乗員は戦闘に専念することができた。
本車はドイツ製の対戦車砲に耐える装甲を施されており、88mm砲、本車の搭載する130mm砲に対しては十分な抗堪能力を示した。実際に犬を乗せて88mm砲の被弾試験を行ったが、犬はすべて無傷であった。130mm砲の威力が射程1,000mで厚さ250mmの装甲板を貫通するものであったことから、本車の正面防御力はそれ以上であったことがうかがえる。ただし、ソビエト連邦崩壊後に流出した機密資料によるとドイツのⅧ号重戦車マウスやヤークトティーガー駆逐戦車などが搭載した128mm砲には距離3000mから車体正面下部装甲を貫通され、この部位より脆弱な砲塔・車体の側・背面装甲も貫通されることが分かり本車の搭載する130mm砲は0m距離射撃でもⅧ号戦車の正面装甲を貫通出来なかったことから、Ⅷ号戦車に対抗できるほどの戦闘力はなかったと考えられている。

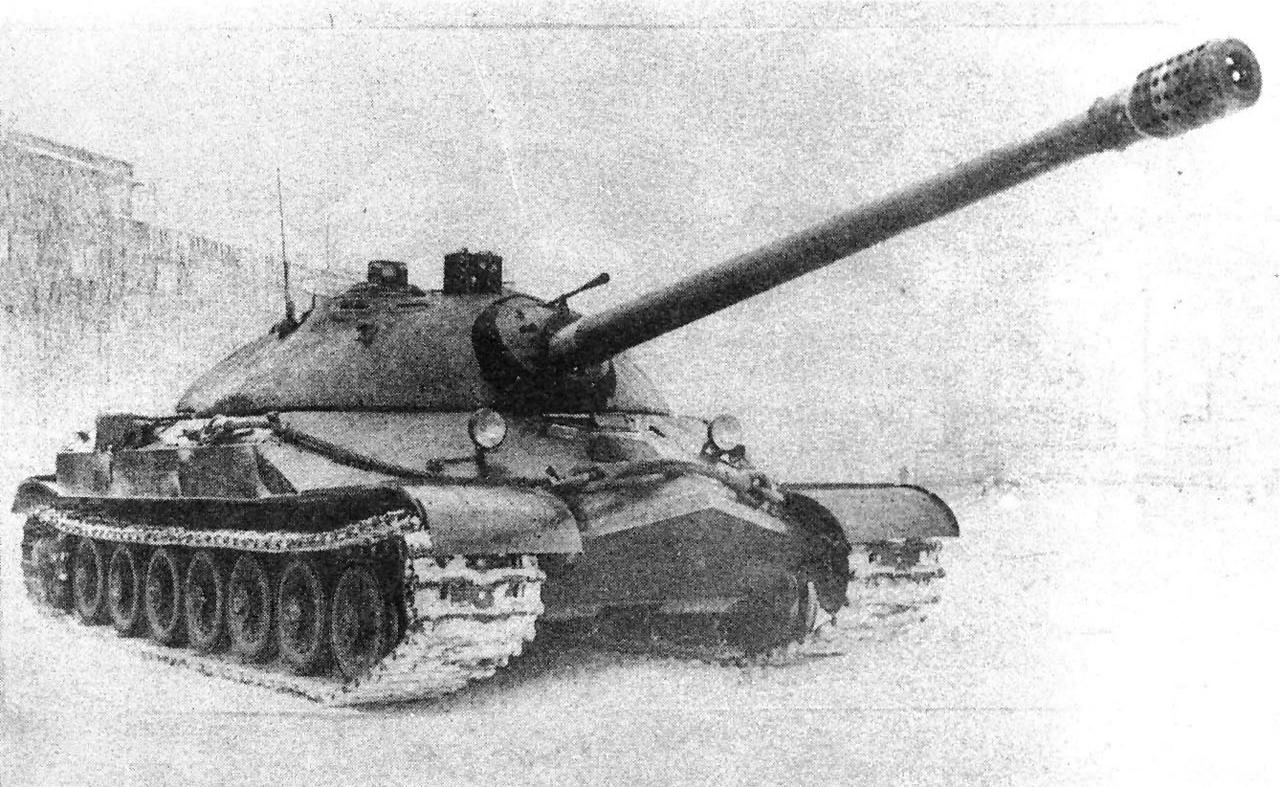
前方より